# Ferrari 312 T2
La Ferrari 312 T2 è stata la vettura che partecipò ai campionati di Formula 1 1976, 1977 e in parte 1978 per la Scuderia Ferrari.
Fu guidata da Niki Lauda, Clay Regazzoni, Carlos Reutemann e Gilles Villeneuve.

## La vettura
La 312 T2 si presenta come l'evoluzione della 312 T, della quale manteneva il motore 12 cilindri piatto, più potente dei motori della concorrenza e al tempo stesso affidabile. Le novità principali dipesero dai cambiamenti regolamentari che, a partire dal Gran Premio di Spagna 1976, limitarono l'altezza delle vetture, impedendo l'uso delle grandi prese d'aria dei motori, che erano in voga in quel periodo e che somigliavano a dei periscopi. La necessità di trovare un nuovo modo di far affluire aria al motore portò alla realizzazione di due grandi prese d'aria davanti all'abitacolo, caratteristica unica che identifica questa monoposto, anche quando, negli sviluppi successivi, queste prese vennero ridotte di dimensioni e sagomate con la tipica forma aeronautica NACA. Della 312 T era stato mantenuto lo schema delle sospensioni ma erano stati fatti lavori di alleggerimento e migliorie aerodinamiche, a partire dall'alettone anteriore posizionato più in alto.
Furono costruiti 7 esemplari:
- 312 T2/025: fu portata all'esordio da Niki Lauda nella Race of Champions 1976, quindi utilizzata da Clay Regazzoni in 3 gare e da Carlos Reutemann nella gara d'esordio con la Ferrari al Gran Premio d'Italia 1976;
- 312 T2/026: inizialmente vettura di Lauda nel 1976, venne passata prima a vettura di riserva e poi di nuovo a vettura di Lauda, che complessivamente la usò in 9 gare del 1976 (compresa la gara del ritorno a Monza e il famoso Gran Premio del Giappone 1976, con due vittorie, da Regazzoni nella seconda partenza nella gara di Brands Hatch, quindi ancora da Lauda nelle prime due gare del 1977;
- 312 T2/027: vettura 1976 di Clay Regazzoni (8 gare di campionato, più la prima partenza a Brands Hatch), usata anche da Reutemann in una gara del 1977 e da Gilles Villeneuve in due gare del 1978;
- 312 T2/028: è la vettura con cui Lauda ebbe il suo famoso incidente al Nürburgring. Prima era stata utilizzata solo a Brands Hatch;
- 312 T2/029: vettura costruita per il mondiale 1977. Usata in 15 gare da Reutemann (1 vittoria);
- 312 T2/030: vettura costruita per il mondiale 1977. 7 gare con Lauda (2 vittorie) e 2 gare con Reutemann. Andò distrutta nell'incidente di Villeneuve al Gran Premio del Giappone 1977;
- 312 T2/031: vettura costruita per il mondiale 1977. 6 gare con Lauda (1 vittorie) e 2 gare con Reutemann nel 1978 (1 vittoria).

## Le stagioni

### 1976
Dopo la vittoria di ambedue i campionati nel 1975, per il 1976 si volevano ripetere i risultati ottenuti.

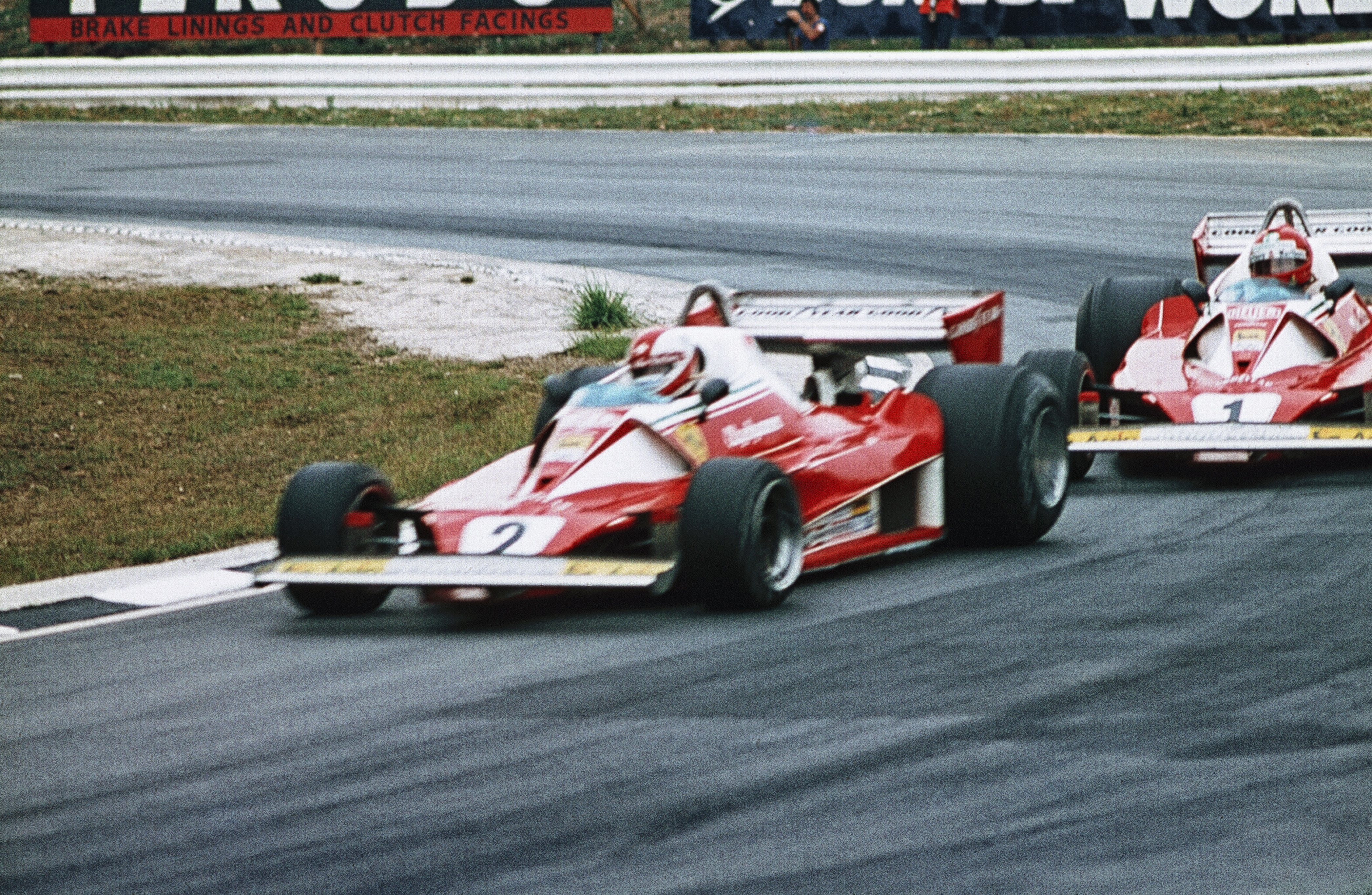
Le due 312 T2 di Clay Regazzoni e Niki Lauda alla Race of Champions 1976

L'inizio stagione fu molto buono, con 5 vittorie nelle prime 6 gare, le prime 3 con il vecchio modello 312 T. Ma dopo la successiva vittoria in Gran Bretagna, ottenuta per la squalifica di James Hunt, al Gran Premio di Germania, sul tracciato del Nürburgring, Niki Lauda, che era in testa al mondiale, subì un terribile incidente. A causa di una residua zona umida la vettura di Lauda sbandò, fu urtata e prese fuoco con il pilota svenuto dentro l'abitacolo che, senza il coraggioso intervento dei colleghi Arturo Merzario e Brett Lunger, sarebbe probabilmente morto. L'austriaco riportò ustioni gravissime e fu costretto a saltare due gare. Al successivo Gran Premio d'Austria la Ferrari non si presentò in segno di protesta contro la riammissione di Hunt nella classifica del Gran Premio di Spagna dopo che la misura degli pneumatici posteriori della sua vettura venne rilevata di 18 mm superiore a quella massima prevista da regolamento. Al Gran Premio d'Olanda la Ferrari partecipò con solamente Regazzoni in quanto Lauda era ancora convalescente.
Per il Gran Premio d'Italia venne ingaggiato Reutemann dalla Brabham per rimpiazzare Lauda, che però il venerdì mattina, prima delle prove, ottenne il via libera della commissione medica per ritornare a gareggiare: la Ferrari iscrisse quindi tre vetture per il gran premio per l'ultima volta nella sua storia.
Ritornato a correre, Lauda non riuscì a vincere alcuna gara, ma ottenne sette punti in tre Gran Premi, tanto che si arrivò all'ultima gara, il Gran Premio del Giappone, con Lauda in vantaggio di tre punti su Hunt. Durante questa gara, corsa sotto il diluvio, l'austriaco si ritirò volontariamente, causando polemiche nel team, e Hunt arrivò terzo conquistando il mondiale piloti, mentre quello costruttori andò alla Scuderia di Maranello. In seguito si seppe che prima della partenza, in seguito ad una ricognizione effettuata da Tom Pryce della Shadow che dichiarò l'impossibilità di correre, tutti i principali piloti si erano riuniti ed accordati per ritirarsi dopo due giri, evitando i rischi troppo elevati per via della pioggia torrenziale e permettendo contemporaneamente agli organizzatori di non perdere i guadagni se la gara fosse stata annullata. In realtà, sulla linea di partenza quasi tutti i costruttori minacciarono di ritorsioni i loro piloti se avessero scelto di fermarsi volontariamente, e così oltre a Lauda gli unici a fermarsi furono  Emerson Fittipaldi, Carlos Pace e Larry Perkins.

### 1977
Per la stagione 1977 la vettura subì importanti modifiche: fu allargata la carreggiata e modificata la carrozzeria, con le prese d'aria davanti l'abitacolo ora rimpicciolite (sempre bianche) e la zona che copriva il roll-bar, ora molto più rastremata; venne modificato l'alettone posteriore e la potenza passò da 500 a 512 cavalli. Durante la stagione verranno modificati anche gli sfoghi dei piccoli radiatori sulle pance laterali. Compare anche per la prima volta il logo della FIAT, da molti anni ormai partner tecnico. Per quanto riguarda i piloti Regazzoni lasciò la squadra, sostituito dall'argentino Carlos Reutemann.
A differenza dell'anno precedente, Lauda fu molto più costante, ma meno vincente. Ciò non gli impedì, tuttavia, di conquistare il suo secondo titolo, vincendo appena tre gare. Il suo compagno di squadra, Reutemann, si dovette invece accontentare di una sola vittoria in Brasile.

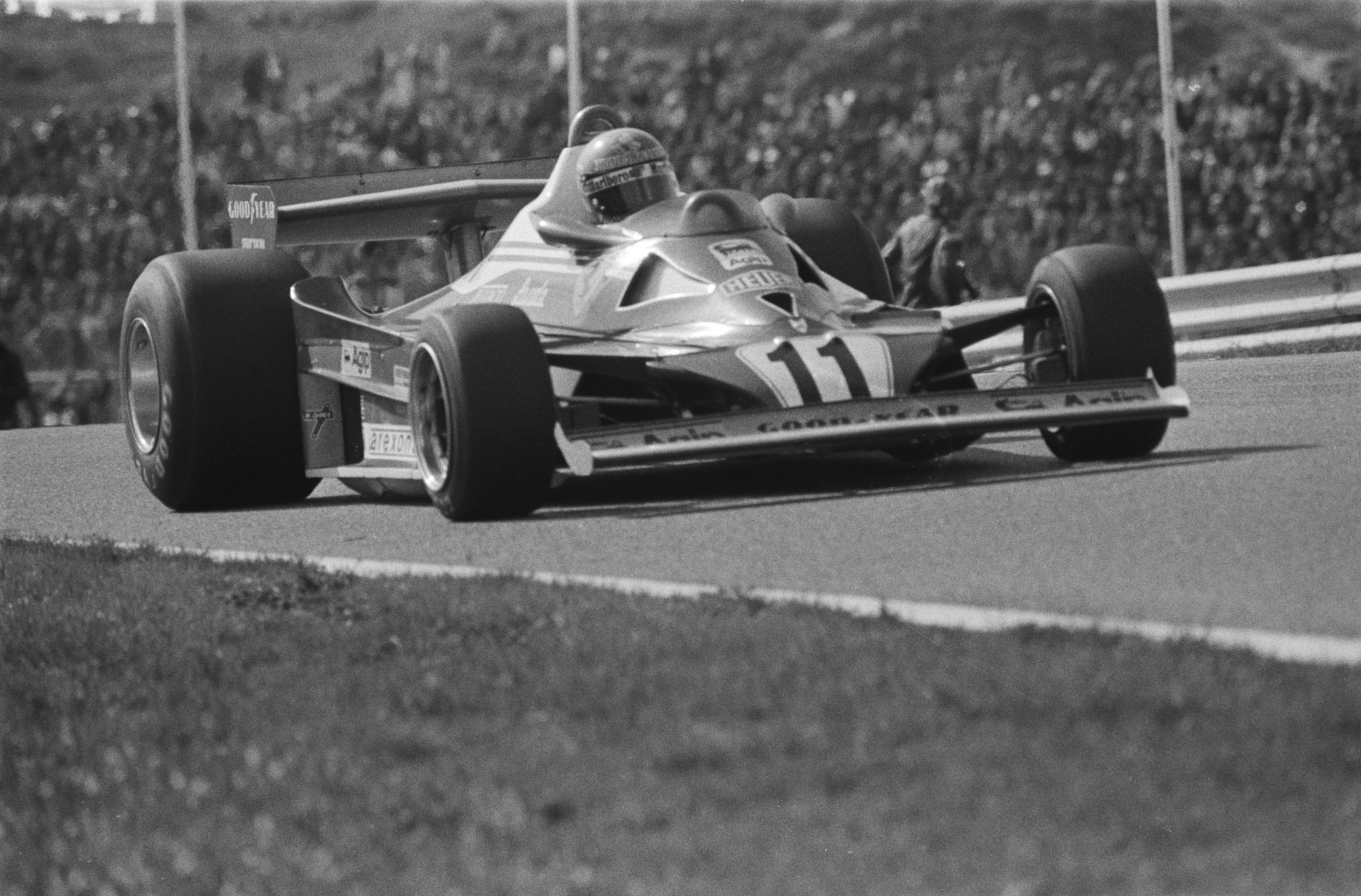
Lauda alla guida della nuova 312 T2 del 1977 durante il Gran Premio d'Olanda. Rispetto alla versione utilizzata nella stagione precedente, si nota il restringimento delle prese d'aria anteriori, nonché l'accentuata rastremazione del roll-bar.

A Monza, però, il pilota austriaco, i cui rapporti con Enzo Ferrari si erano incrinati a causa del titolo perso l'anno precedente, decise di lasciare la squadra per l'anno successivo, e non disputò le ultime due gare.
Al suo posto venne schierato Gilles Villeneuve, un giovane canadese che aveva impressionato il Drake durante il Gran Premio di Gran Bretagna, con la conquista di un settimo posto in qualifica. Le due gare, però, si conclusero entrambe anzitempo, compreso il Gran Premio del Giappone dove termina la corsa con una rovinosa uscita di pista che provoca due morti, persone peraltro situate in una zona pericolosa vietata al pubblico.

### 1978
La T2 gareggiò anche le prime due gare del 1978 e Reutemann riuscì a ripetere la vittoria al GP del Brasile, ma a differenza dell'anno prima sul Circuito di Jacarepaguá. La novità più importante riguardava gli pneumatici, per la prima volta i francesi Michelin.

### Vittorie
- Niki Lauda: Belgio, Monaco, Gran Bretagna 1976; Sudafrica, Germania, Paesi Bassi 1977.
- Carlos Reuteman: Brasile 1977; Brasile 1978.
- Mondiale piloti: Niki Lauda, 1977.
- Coppa costruttori: 1976; 1977.

### Risultati completi
| Anno | Team                       | Motore               | Gomme | Piloti    |  |  |  |    |   |     |   |     |     |     |     |     |   |   |   |     | Punti | Pos. |
| ---- | -------------------------- | -------------------- | ----- | --------- |  |  |  | -- | - | --- | - | --- | --- | --- | --- | --- | - | - | - | --- | ----- | ---- |
| 1976 | Scuderia Ferrari SEFAC SpA | Ferrari Tipo 015 V12 | G     | Lauda     |  |  |  | 2  | 1 | 1   | 3 | Rit | 1   | Rit | INF | INF | 4 | 8 | 3 | Rit | 56    | 1º   |
| 1976 | Scuderia Ferrari SEFAC SpA | Ferrari Tipo 015 V12 | G     | Regazzoni |  |  |  | 11 | 2 | 14* | 6 | Rit | Rit | 9   |     | 2   | 2 | 6 | 7 | 5   | 56    | 1º   |
| 1976 | Scuderia Ferrari SEFAC SpA | Ferrari Tipo 015 V12 | G     | Reutemann |  |  |  |    |   |     |   |     |     |     |     |     | 9 |   |   |     | 56    | 1º   |

| Anno | Team                       | Motore               | Gomme | Piloti     |     |   |   |     |    |   |     |     |   |    |   |   |   |     |   |     |     | Punti | Pos. |
| ---- | -------------------------- | -------------------- | ----- | ---------- | --- | - | - | --- | -- | - | --- | --- | - | -- | - | - | - | --- | - | --- | --- | ----- | ---- |
| 1977 | Scuderia Ferrari SEFAC SpA | Ferrari Tipo 015 V12 | G     | Lauda      | Rit | 3 | 1 | 2   | NP | 2 | 2   | Rit | 5 | 2  | 1 | 2 | 1 | 2   | 4 |     |     | 95    | 1º   |
| 1977 | Scuderia Ferrari SEFAC SpA | Ferrari Tipo 015 V12 | G     | Villeneuve |     |   |   |     |    |   |     |     |   |    |   |   |   |     |   | 12* | Rit | 95    | 1º   |
| 1977 | Scuderia Ferrari SEFAC SpA | Ferrari Tipo 015 V12 | G     | Reutemann  | 3   | 1 | 8 | Rit | 2  | 3 | Rit | 3   | 6 | 15 | 4 | 4 | 6 | Rit | 6 | Rit | 2   | 95    | 1º   |

| Anno | Team                       | Motore               | Gomme | Piloti     |   |     |  |  |  |  |  |  |  |  |  |  |  |  |  |  | Punti | Pos. |
| ---- | -------------------------- | -------------------- | ----- | ---------- | - | --- |  |  |  |  |  |  |  |  |  |  |  |  |  |  | ----- | ---- |
| 1978 | Scuderia Ferrari SEFAC SpA | Ferrari Tipo 015 V12 | M     | Reutemann  | 7 | 1   |  |  |  |  |  |  |  |  |  |  |  |  |  |  | 9     | 2º   |
| 1978 | Scuderia Ferrari SEFAC SpA | Ferrari Tipo 015 V12 | M     | Villeneuve | 8 | Rit |  |  |  |  |  |  |  |  |  |  |  |  |  |  | 9     | 2º   |

| Legenda | 1º posto     | 2º posto | 3º posto    | A punti         | Senza punti/Non class.  | Grassetto – Pole position Corsivo – Giro più veloce |
| Legenda | Squalificato | Ritirato | Non partito | Non qualificato | Solo prove/Terzo pilota | Grassetto – Pole position Corsivo – Giro più veloce |

* Indica quei piloti che non hanno terminato la gara ma sono ugualmente classificati avendo coperto, come previsto dal regolamento, almeno il 90% della distanza totale.

## Varianti
Seguendo quanto stavano già sperimentando nella seconda metà degli anni 1970 altre scuderie concorrenti di Formula 1, nel 1977 la casa del Cavallino testò anche un'insolita variante a 6 ruote della vettura, nota con il nome di 312 T6. Tale monoposto, la cui principale particolarità era rappresentata dall'avere le ruote posteriori gemellate, rimase allo stadio prototipale non venendo mai portata al debutto in gara.

La 312 T6 con ruote posteriori gemellate in fase di test nel 1977

L'uso sull'asse posteriore di ruote anteriori accoppiate e montate su specifici cerchioni della Speedline, fu studiato per ridurre la sezione frontale rispetto alle grandi ruote posteriori che equipaggiavano le F1 in quel decennio, e al contempo ridurre la flessione laterale in curva della carcassa dello pneumatico. Niki Lauda e Carlos Reutemann collaudarono in varie occasioni la 312 T6 sul circuito di Fiorano e sulla pista di Nardò, ma, mentre l'austriaco si disse favorevole alla nuova vettura, l'argentino non ne fu soddisfatto e ne criticò il comportamento stradale, dopo essere andato a sbattere la prima volta e aver rotto una sospensione nella seconda sessione sul circuito privato della Ferrari, dichiarandosi non contento di guidarla; tuttavia la vettura in quello stadio di sviluppo non avrebbe comunque potuto essere ammessa in gara poiché la sua carreggiata superava la larghezza massima consentita dal regolamento, problema a cui Mauro Forghieri e in tecnici Ferrari non seppero trovare rimedio portando così all'accantonamento del progetto.
Nello stesso periodo la stampa specializzata pubblicò una foto-spia di quella che, all'apparenza, era un'ulteriore versione speciale della vettura nominata 312 T8, con 8 ruote di cui 4 all'anteriore e 4 al posteriore (senza l'uso di ruote gemellate), mentre veniva collaudata da Clay Regazzoni: anni dopo si scoprì che era solo una "bufala" creata ad arte dalla stessa Ferrari per tenere alta l'attenzione su di sé.